# Marionina antipodum
Marionina antipodum is een ringworm uit de familie van de Enchytraeidae. De wetenschappelijke naam van de soort is voor het eerst geldig gepubliceerd in 1905 door Benham.